# Église Notre-Dame-des-Douleurs de Jeruzalem
L'église Notre-Dame-des-Douleurs (slovène : cerkev Žalostne Matere božje) est un édifice religieux catholique situé à Jeruzalem (sl) (commune de Ljutomer), en Slovénie.

## Histoire
L'église est édifiée en 1652 sous l'impulsion des propriétaires du château (sl) de Gornja Radgona. La localité fait l'objet de pèlerinages.